# Resolución 1340 del Consejo de Seguridad de las Naciones Unidas
La resolución 1340 del Consejo de Seguridad de las Naciones Unidas, aprobada por unanimidad el 8 de febrero de 2001, después de reafirmar las resoluciones 808 (1993), 827 (1993), 1166 (1998) y 1329 (2000), y  examinar las candidaturas para los cargos de magistrados del Tribunal Penal Internacional para la ex Yugoslavia recibidas por el Secretario General Kofi Annan, el Consejo estableció una lista de candidatos en concordancia al artículo 13 del Estatuto del Tribunal Internacional para consideración de la Asamblea General.
La lista de nominados fue la siguiente:
- Carmel A. Agius (Malta)
- Richard Allen Banda (Malawi)
- Mohamed Amin El Abbassi Elmahdi (Egipto)
- Mohamed El Habib Fassi Fihri (Marruecos)
- David Hunt (Australia)
- Claude Jorda (Francia)
- O-gon Kwon (República de Corea)
- Liu Daqun (China)
- Abderraouf Mahbouli (Túnez)
- Richard George May (Reino Unido de Gran Bretaña e Irlanda del Norte)
- Theodor Meron (Estados Unidos de América)
- Florence Ndepele Mwachande Mumba (Zambia)
- Rafael Nieto Navia (Colombia)
- Leopold Ntahompagaze (Burundi)
- Alphonsus Martinus Maria Orie (Países Bajos)
- Fausto Pocar (Italia)
- Jonah Rahetlah (Madagascar)
- Patrick Lipton Robinson (Jamaica)
- Almiro Simões Rodrigues (Portugal)
- Miriam Defensor Santiago (Filipinas)